# En nådastol Herren Gud oss givit
En nådastol Herren Gud oss givit är en sång om Guds överflödande nåd, troligen av Jöns Petter Hansson (1865-1891). Musiken är hämtad ur Svenska Missionsförbundets sångbok (1894). Den trycktes första gången i Carl Magnus Djurfeldts sångsamling Jubelbasunen 1892 och även 1898 i samlingen Sjung af hjertat. Bägge gångerna anges J.P.Hansson som författare, och troligen är det alltså fråga om baptisten Jöns Petter Hansson. Sången trycktes i Skånes Missionsblad den 15 augusti 1910 och i Korsblomman för 1914 (tryckt 1913) utan källangivelser, varför den i till exempel sångboken Kom (1930-talet) som psalm nummer 19 införts med oriktiga författaruppgifter.
I varje vers av sången talas om nådastolen, som egentligen utgjorde locket på Israels folks s.k. förbundsark, där lagens tavlor m.m. förvarades. (I Bibel 2000 översätts ordet också helt enkelt med locket, (jfr 2 Mos. 25:17, 26:34, 3 Mos. 16:2). Till nådastolen fick man inte gå när som helst, eftersom den stod i det allraheligaste, men på den stora försoningsdagen skulle översteprästen gå dit med ett offer och stänka nådastolen med blod (3 Mos. 16). Texten vill visa att vi genom Jesus och hans fullkomliga offer (jfr Hebr. 9) fått tillträde till Gud och det allraheligaste. I Hebr. 9:5 översätts ordet nådastol i Bibel 2000 med försoningsställe, och i Svenska Folkbibeln 1998 översätts Rom. 3:25 Honom har Gud, genom hans blod, ställt fram som en nådastol (SKB 1917: försoningsmedel, Bibel 2000 försoningsoffer) som syftar på Jesus.
I fjärde versen gör Hansson en sammanställning av tre bibliska personer, som fick ett alldeles särskilt möte med Jesus. Är vi blinda som Bartimeus, tvivlande som Tomas eller syndfulla som Sackeus, så uppnås, enligt Hansson, i alla fall ro vid nådastolen.

## Publicerad som
- Nr 19 i Kom 1930 under rubriken "Frälsning i Kristus".
- Nr 20 i Frälsningsarméns sångbok 1968 under rubriken "Frälsning".
- Nr 432 i Lova Herren 1987 dock med en något annorlunda text, under rubriken "Guds barns trygghet och frid".
- Nr 603 i Psalmer och Sånger 1987 under rubriken "Att leva av tro - Skuld - förlåtelse".[1]
- Nr 335 i Frälsningsarméns sångbok 1990 under rubriken "Frälsning".
- Nr 20 i Sångboken 1998